# Palthis yuntasalis
Palthis yuntasalis är en fjärilsart som beskrevs av Paul Dognin 1914. Palthis yuntasalis ingår i släktet Palthis och familjen nattflyn. Inga underarter finns listade i Catalogue of Life.